# Código ATC N01
O Código ATC N01 (Anestésicos) é um subgrupo terapêutico da classificação ATC (Anatomical Therapeutic Chemical Classification System), um sistema de códigos alfanuméricos desenvolvido pela Organização Mundial da Saúde (OMS) para classificar medicamentos e outros produtos médicos. O subgrupo N01 faz parte do grupo anatômico N (sistema nervoso).Os códigos para uso veterinário (códigos ATCvet) podem ser criados colocando a letra Q antes do código ATC para uso humano: por exemplo, QN01. Os códigos ATCvet sem os códigos ATC humanos correspondentes são citados com a letra Q inicial nessa lista.

## N01AAnestésicos, geral

### N01AAÉteres
N01AA01 Éter dietílico
N01AA02 Éter vinílico

### N01ABHidrocarbonetos halogenados
N01AB01 Halotano
N01AB02 Clorofórmio
N01AB04 Enflurano
N01AB05 Tricloroetileno
N01AB06 Isoflurano
N01AB07 desflurano
N01AB08 Sevoflurano

### N01AFBarbitúricos, simples
N01AF01 Metoexital
N01AF02 Hexobarbital
N01AF03 Tiopental
QN01AF90 Tiamilal

### N01AG Barbitúricos em combinação com outras drogas
N01AG01 Narcobarbital

### N01AH Anestésicosopioides
N01AH01 Fentanil
N01AH02 Alfentanil
N01AH03 Sufentanila
N01AH04 Fenoperidina
N01AH05 Anileridina
N01AH06 Remifentanil
N01AH51 Fentanil, associações

### N01AX Outros anestésicos gerais
N01AX03 Cetamina
N01AX04 Propanidido
N01AX05 Alfaxalona
N01AX07 Etomidato
N01AX10 Propofol
N01AX11 Oxibato de sódio
N01AX13 Óxido nitroso
N01AX14 Escetamina
N01AX15 Xenon
N01AX63 Óxido nitroso, associações
QN01AX91 Azaperona
QN01AX92 Benzocaína
QN01AX93 Mesilato de tricaína
QN01AX94 Isoeugenol
QN01AX99 Outros anestésicos gerais, associações

## N01B Anestésicos, local

### N01BAÉsteresdoácido aminobenzoico
N01BA01 Metabutetamina
N01BA02 Procaína
N01BA03 Tetracaína
N01BA04 Cloroprocaína
N01BA05 Benzocaína
N01BA52 Procaína, associações
N01BA53 Tetracaína, associações

### N01BBAmidas
N01BB01 Bupivacaína
N01BB02 Lidocaína
N01BB03 Mepivacaína
N01BB04 Prilocaína
N01BB05 Butanilicaína
N01BB06 Cinchocaína
N01BB07 Etidocaína
N01BB08 Articaína
N01BB09 Ropivacaína
N01BB10 Levobupivacaína
N01BB20 Combinações
N01BB51 Bupivacaína, associações
N01BB52 Lidocaína, associações
N01BB53 Mepivacaína, associações
N01BB54 Prilocaína, associações
N01BB57 Etidocaína, associações
N01BB58 Articaína, associações

### N01BC Ésteres doácido benzóico
N01BC01 Cocaína

### N01BX Outros anestésicos locais
N01BX01 Cloreto de etila
N01BX02 Diclonina
N01BX03 Fenol
N01BX04 Capsaicina